# 바론
바론(Baronh:𐺁𐺀𐺍𐺥𐺢𐺧 𐺕𐺀𐺕𐺀𐺍𐺇𐺀/𐺃𐺀𐺎𐺥𐺢𐺇𐺨)은 일본의 과학소설 작가 모리오카 히로유키가 만든 킵차크어이다. 《성계의 문장》과 《성계의 전기》 시리즈에서 등장하며, 단어 자체의 의미는 “아브의 언어”이다. 일반적으로는 아브어(일본어: アーヴ語 아부고[*])라고 불린다.

## 기원
바론, 즉 아브어는 19세기까지 쓰이고 기록된 고지키나 만요슈 등에 나온 고대 일본어에서 유래되었다. 물론 정확히 고대어 자체는 아니지만, 고사기의 신화적인 〈하늘 이후의 타카마가하라어〉에서 이름을 따오고 재구성되었다. 《성계의 문장》에 따르면, 가까운 미래(작품이 만들어진 시점인 20세기 말에서 21세기 초)에 일본인 혁명주의자들이 일본어가 받아들였던 외국어의 영향을 제거하려고 외국에서 빌려온 단어(중국에서 유래한 언어 포함)와 표현을 제거하고, 고대 언어의 형태를 그 대체하여 부활시킨 “순수화한” 일본어(토요아시하라어)를 만들었다. 이를 통해 완전히 외래어가 배제되었으나, 중국이나 한국에서 유래된 말이 완전히 배제되지는 않았다. 어쨌든 이 혁명주의자들이 아브를 만들고 이 언어를 가르친, 식민지에 살던 원 거주자들이었던 것이다.
그런데 아브들이 노예 상태에서 해방되고 나자 그들의 언어는 몇 세대 만에 급속히 바뀌어 히로유키의 소설에서 보이는 형태로 되었다. 모음이 탈락 및 통합되고 이에 따른 동음이의어의 발생을 피하기 위해 남은 모음이 탈락한 모음에 끌려간 모음으로 새로 생성되었고, 자음의 발음 부위가 바뀌고, 비음은 더 이상 비음이 아니게 되었으며, 격과 조사가 어미에 통합되고, 이에 따른 일부 자음의 발음이 변화되었다. 따라서 단어에서는 일본어와 비슷한 점이 많지만, 발음에서는 상당한 차이가 있다. 이러한 언어 변화가 촉진되었던 이유는 그들이 문자가 없었고 또한 노예로서 글을 사용하지 못하게 한 탓이 있었기 때문으로 추측된다. 이들은 나중에 아브어를 표기하기 위하여 “문자”라는 뜻의 아트를 만들게 된다. 문자는 실제로는 가나에서 확장된 것이다.
사실상 일본어가 변형된 것에 인도-유럽어족 계통의 언어, 특히 라틴어와 프랑스어의 영향을 받은 것으로 추정된다.

## 음운

### 모음
바론에는 총 11개의 단모음이 존재한다. 또한, 이 단모음에 대응하는 각각의 아트가 존재한다. 다만, 아브어의 장모음의 표현은 악센트로 나타나는 것이기 때문에, 큰 발음상의 차이는 없다. 모음(편의상 알파벳으로 표기한다)과 그에 대응하는 국제음성기호는 다음과 같다.
|      | 전설   | 전설   | 중설   | 후설   |
|      | 비원순 | 원순   | 비원순 | 원순   |
| ---- | ------ | ------ | ------ | ------ |
| 고   | i [i]  | y [y]  |        | u [u]  |
| 중고 | é [e]  | eu [ø) |        | o [o]  |
|      |        |        | e [ə]  |        |
| 중저 | ai [ɛ] | oe [œ] |        | au [ɔ] |
| 저   |        |        | a [a]  |        |

### 반모음
바론에는 반모음이 3개 있다.
- ï : 경구개접근음 ([j])
- ü : 양순연구개접근음 ([w])
- ÿ : 양순경구개접근음 ([ɥ])

이 중에서 ÿ는 y와 다른 모음이 연속해서 나타날 때 나타나는 소리이다. 

또한, 일부 경우에, 단어 중간에 있는 g가 ï로 발음될 때가 있다. (예)'agth([ajθ / aiθ], 아이스) : 방국(邦国), rogrh(['roiʀ], 로이르) : 나나니벌).

### 자음
바론에는 23개의 자음이 있다. 모음과 동일하게 로마자 아브어 표기와 국제음성기호를 동시 게재한다.
|        |        | 양순        | 순치   | 치     | 치경  | 후치경 | 경구개 | 연구개 | 구개수 | 성문  |
| ------ | ------ | ----------- | ------ | ------ | ----- | ------ | ------ | ------ | ------ | ----- |
| 파열음 | 무성   | p [p]       |        |        | t [t] |        |        | c [k]  |        |       |
| 파열음 | 유성   | b [b]       |        |        | d [d] |        |        | g [g]  |        |       |
| 마찰음 | 무성   | f,mh,ph [ɸ] |        | th [θ] | s [s] | ch [ʃ] |        |        |        | h [h] |
| 마찰음 | 유성   |             | bh [v] | dh [ð] | z [z] | gh [ʒ] |        |        |        |       |
| 비음   | 비음   | m [m]       |        |        | n [n] |        | nh [ɲ] |        |        |       |
| 전동음 | 전동음 |             |        |        | r [r] |        |        |        | rh [ʀ] |       |
| 설측음 | 설측음 |             |        |        | l [l] |        |        |        |        |       |

## 어휘
어휘의 대부분은 현대 일본어의 형태에서 변형하였지만, 일부 어휘는 고대 일본어까지 소급한다.
- afta (많다) < 일본어: あまた
- nata (새롭다) < 일본어: あらたし

또한 속어에서 기원한 것도 있다.
- dhan (~군요) < 일본어: じゃん
- pairriac (연락정) < 일본어: ぱしり (꼬봉, 심부름꾼)

게다가 일본어 외의 기원에서 온 것도 있다.
- üamh (교통정) < 일본어: うま < 중국어 정체자: 馬, 병음: ma(고대 일본어라는 설도 있다)
- sobicec < 일본어: コミケ < Comic market (코믹 마켓)

참고로, 공개된 일부 단어의 변형 과정은 다음과 같다.
- gatharsec (가싸르스, 팔지조)

jatagarasu →(모음 변화)→ jatgarse →(자음 변화)→ gatharse →(주격 어미 ‘-c’ 추가)→ gatharsec
- Lacmhacarh(락파카르, 타카마가하라)

tacamagahara →(모음 변화)→ tacmgahar →(자음 변화)→ lacmhacar →(주격 어미 ‘-h’ 추가)→ Lacmhacarh

## 문법
바론은 언어유형론적으로 굴절어이며 교착어다. 현대 일본어에서 변화되는 과정에서 명사와 격조사의 일부분이 결합해 격이 생기고, 조동사와 조사가 결합해 동사 어미가 생겼다. 또한 어순은 SOV, SVO 모두 가능하며, 수식어는 피수식어의 뒤에 놓이는 것이 특징이다.
어미들은 고정된 어간에 붙어 명사와 대명사 안에서의 동사의 속성과 서법(敍法), 격을 표시한다. 명사와 대명사는 일본어의 불변화사에서 변화된 7개의 격을 지니고 있다. 이 7개의 격은 다음과 같다.
1. 주격 (Nominative) : -이, -가
2. 대격 (Accusative) (목적격) : -을, -를
3. 속격 (Genitive) (소유격) : -의 (of)
4. 여격 (Dative) : -에 (to, for)
5. 직격 (Directive) (향격) : -으로
6. 탈격 (Ablative) : -로부터
7. 도구격 (Instrumental) : -로

아브어 명사에는 4개의 격 변화가 있으며, 제1 변화에서는 일반적으로 한 모음이 격에 따라 자리를 바꾸는 정도이다. 예를 들어, abh(아브)는 주격에서 abh를 유지하지만, 속격에서는 bar로 그 격을 바꾼다. 자세한 내용은 다음과 같다.
|        | 제1변화    | 제2변화     | 제3변화    | 제4변화         |
|        | abh (아브) | lamh (진주) | duc (홍옥) | saidiac(조타사) |
| ------ | ---------- | ----------- | ---------- | --------------- |
| 주격   | abh        | lamh        | duc        | saidiac         |
| 대격   | abe        | lame        | dul        | saidél          |
| 속격   | bar        | lamr        | dur        | saidér          |
| 여격   | bari       | lami        | duri       | saidéri         |
| 직격   | baré       | lamé        | dugh       | saidégh         |
| 탈격   | abhar      | lamhar      | dusar      | saidisar        |
| 도구격 | bale       | lamle       | dule       | saidélé         |

형용사에는 격 변화나 활용이 없다. 많은 형용사는 bhoca(큰)과 laca(높은) 같이 어간과 어미 ‘a’로 구성되어 있다. 또한, 동사도 영어의 동명사처럼 형용사의 형태로 사용될 수 있다. 일반적으로 형용사는 lartnéc casna(직역: 공주 제1의)처럼 명사 뒤를 수식한다. 부사의 경우에도 격 변화가 없으며, 많은 부사가 bhoci(크게)나 laci(높게)와 같이 형용사에서 변화된다.

## 표기
바론은 아스로 표기되는 것이 원칙이나, 아스를 이해할 수 없는 사람들의 도움을 위해 로마자로 표기되기도 한다. 각 아스의 문자는 한 문자당 한 소리가 배정되어 있다. 다만, 일부 문자들의 조합에서는(예: bh) 그 조합으로 나타나는 소리가 다른 음을 나타내기도 한다.
모든 모음은 분명히 발음되지만, 간헐적으로 문자 ‘e’(발음 ‘ㅓ’)가 묵음 되는 경우(예: byrec[by:r] (뷔-르 : 함대), cluge[clu:g] (클루:그 : 쉬다))가 있다.
몇몇 자음은 단어의 끝이나 몇 개의 자음 조합에서 묵음 처리된다. [h]로 발음되는 자음은 다른 자음(마찰음)과 연계될 때 앞의 자음을 다른 발음으로 바꾸고, 자기는 묵음화하는 역할을 한다(예 : bh -> [v], mh -> [f].).
일본어 백과에 따르면, 현재까지 아브어의 폰트가 트론용으로나, TeX 폰트, 또는 일부 트루타입 폰트로 개발되어 있고, 일부 매니아가 자체로 트루타입을 제작해서 판매한 적이 있으나, omniglot의 페이지에 등록되어 있는 아스 폰트를 제외하면 한국에서는 쉽게 이러한 폰트들을 구할 수 있는 방법은 없다.

## 인사
다음은 사용하기에 적당한 인사들이다.
- Cluge sa?: "안녕" (문. '쉬고 있니?')
- Fe cluge: 답변으로서의 "안녕" (문. '쉬고 있어.')
- Carsisto!: "안녕" (사무실에서: 문. '일하자!')
- Bile éna!: 작별로서의 "안녕" (문. '좋은 여행!')
- Froranto: "안녕히" (문. '나는 [너를] 잊지 않을 거야')